# Proteste in Jordanien ab 2011

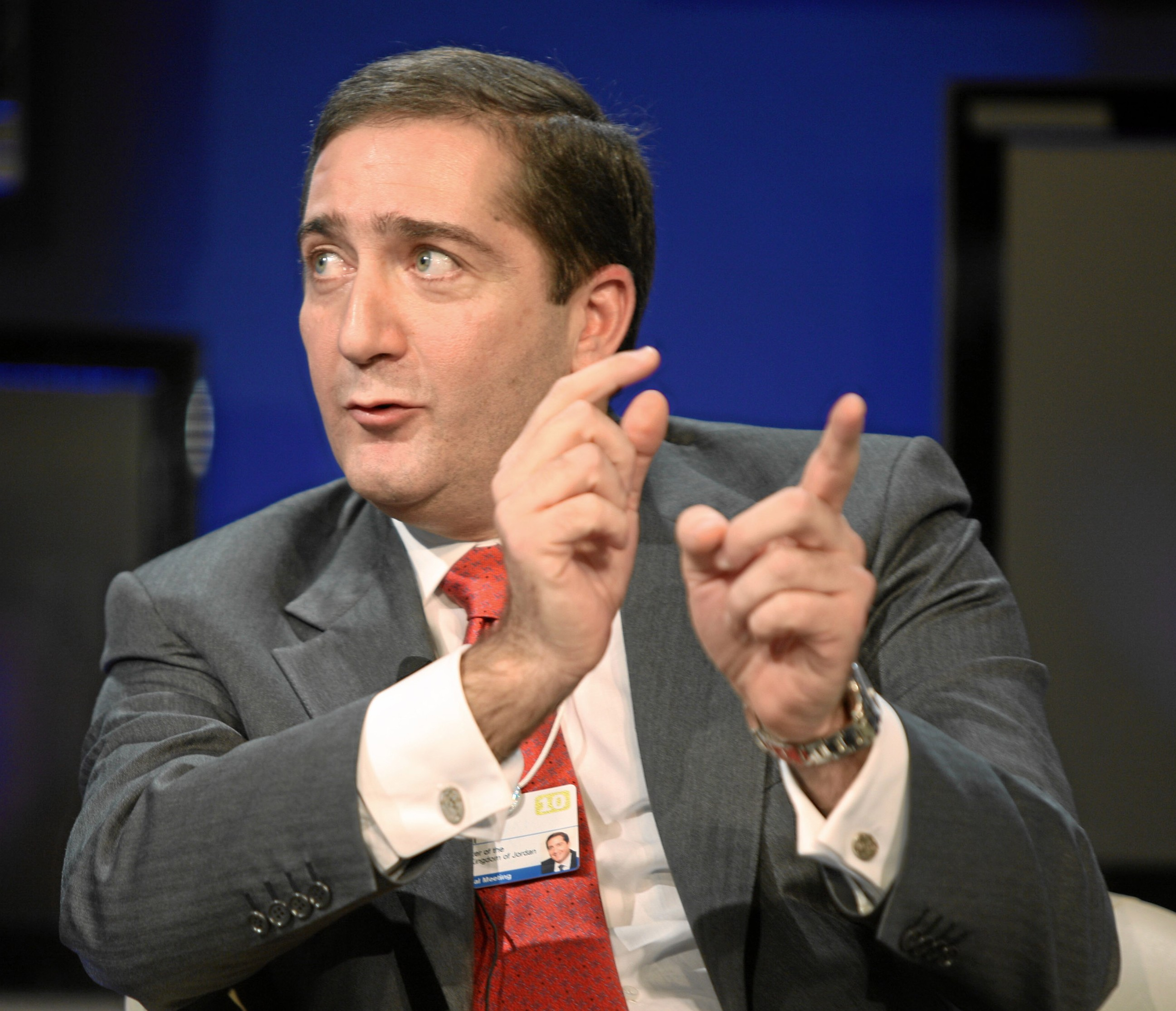
Samir ar-Rifaʿi, von 2009 bis 2011 Premierminister Jordaniens

Die Proteste in Jordanien ab 2011 begannen am 7. Januar 2011.
Die Islamische Aktionsfront rief am 26. Januar 2011 zu Protesten gegen die jordanische Regierung von Samir Rifai auf. König Abdullah II. bin al-Hussein mahnte aufgrund der Entwicklungen in Tunesien und Ägypten im Januar 2011 echte Reformen an. Dabei wurde Ministerpräsident Samir Rifai abgesetzt und am 1. Februar 2011 Maʿruf al-Bachit mit der Regierungsbildung beauftragt, der bereits von 2005 bis 2007 das Amt des Premierministers innehatte.
Auch nach der Ankündigung von Reformen demonstrierten viele Menschen weiter. Dabei wurden 130 Menschen verletzt und ein Mann getötet. Drei Männer starben, nachdem sie sich im Laufe der Proteste aus unterschiedlichen Gründen angezündet hatten.
Als Reaktion auf die Proteste wurde ein Wahlgesetz verabschiedet und eine unabhängige Wahlkommission geschaffen. Das Wahlrecht sollte bis zur Wahl im Januar 2013 noch einmal verbessert werden.

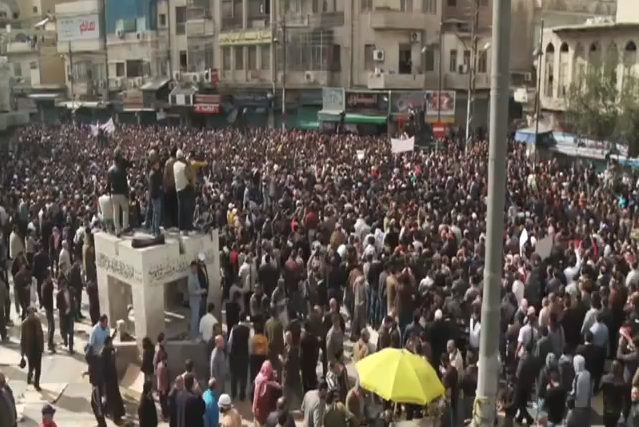
Kundgebung in Amman am 16. November 2012

Bis auf kleinere Proteste im April 2012 hatte sich die Lage zunächst stabilisiert, allerdings fanden im November 2012 nach einer Kürzung der Subventionen auf Benzin, Diesel und Gas zum Kochen die größten Proteste seit Anfang 2011 statt.
Am 23. Januar 2013 wurde die Parlamentswahl durchgeführt, die die Muslimbrüder, die stärkste Oppositionskraft, boykottierten. Zuvor änderte das Königshaus das Wahlrecht, indem es die Möglichkeit einer Zweitstimme einführte. Außerdem änderte der König die Verfassung und bestimmte, dass die Wahl des Regierungschefs und des Kabinetts vom Parlament getroffen werden sollte; allerdings „in Abstimmung“ mit ihm selbst. Das Recht des Monarchen, das Parlament aufzulösen und die Regierung abzuberufen, wurde nicht angetastet.
Nach der Wahl, die mit einem Sieg der Loyalisten endete, kam es zu teilweise gewaltsamen Protesten in Maʿan und Mafrak.